# CAPTCHA
CAPTCHA je primer (obratnega) Turingovega testa, ki ga srečujemo ob vsakdanji uporabi računalnika. Je kratica iz angleščine, ki pomeni »Completely (popolnoma) Automated (samodejen, avtomatiziran) Public (javen) Turingov test, s pomočjo katerega ločimo Computers (računalnike) in Humans (ljudi) Apart (med seboj)«). S pomočjo enostavnega testa, ki je za računalnik (strojno) težko rešljiv, določimo, ali je nek uporabnik stroj ali človek in s tem preprečimo npr. izpolnjevanje spletnih obrazcev s strani zlonamerne programske kode.